# 오안초등학교
오안초등학교는 대한민국 강원특별자치도 홍천군에 있는 공립 초등학교이다.

## 학교 연혁
- 1944년 4월 1일: 오안공립국민학교 4학급 인가
- 1947년 9월 1일: 봉산분교장 설립 인가
- 1954년 3월 7일: 삼마치분교장 설립 인가
- 1996년 3월 1일: 오안초등학교로 개칭
- 1998년 3월 1일: 삼마치분교장, 봉산분교장 통합

## 참고 자료
- 오안초등학교 - 한국교육학술정보원 학교알리미